# Brachionichthys hirsutus
Brachionichthys hirsutus ist eine seltene Fischart, die endemisch in den Küstengewässern Tasmaniens in Tiefen von zwei bis 40 Metern auf dem Meeresgrund lebte. Heute beschränkt sich ihr Vorkommen auf die Mündung des Flusses Dervent.

## Merkmale
Die Fische werden 15 Zentimeter lang. Sie haben eine kleine „Esca“ (Köderattrappe der Armflosser), die 15 bis 26 Prozent der Länge der schlanken Angel („Illicium“) erreicht. Der Körper ist von dichtstehenden Schuppen bedeckt. Bei allen Schuppen, mit Ausnahme derjenigen entlang des Seitenlinienorgans, befindet sich in der Mitte der Schuppenbasis ein Stachel. Die Länge dieser Stacheln ist unterschiedlich.
Die Oberseite des Körpers ist mit kleinen, dunklen Punkten oder kurzen Strichen gemustert; auf der Schwanzflosse stehen die Punkte dichter.
Flossenformel: Dorsale II/17–19, Anale 8–10, Pectorale 7

## Lebensweise
Brachionichthys hirsutus lebt auf schlammigem oder sandigem Untergrund, oft in der Nähe von Felsen oder in Vertiefungen, die mit Muschelschalen gefüllt sind. Er bewegt sich auf seinen handförmigen Flossen über den Untergrund, was aussieht, als laufe er. Die Laichzeit liegt zwischen September und Oktober. In diesem Zeitraum legt das Weibchen ca. 80–250 Eier mit einem Durchmesser von 1,8 bis 2 Millimetern. Handfische haben kein Larvenstadium, sondern verlassen als 6 bis 7 mm lange, fertig ausgebildete Jungfische die Eier.

## Gefährdung
Brachionichthys hirsutus steht kurz vor dem Aussterben, da seine Gelegebänder von dem ursprünglich nicht bei Tasmanien heimischen Seestern Asterias amurensis gefressen werden. Außerdem leidet er unter Habitatverlust und dem Schwermetalleintrag aus Abwässern.
Die Art wird auf der Roten Liste der Weltnaturschutzunion als vom Aussterben bedroht („Critically Endangered“) geführt.